# 谢卡拉尕遗址
谢卡拉尕遗址，位于中国青海省化隆县扎巴乡浪隆村，为青海省市县级文物保护单位，公布日期为1986年12月8日，类型为古遗址。
谢卡拉尕遗址的历史年代为新石器时代、青铜时代。